# یوال‌ای‌اس جی۱۳۳۵۵۳٫۴۵+۱۱۳۰۰۵٫۲
یو‌ال‌ای‌اس جی۱۳۳۵۵۳.۴۵+۱۱۳۰۰۵.۲ یک ستاره است که در صورت فلکی دوشیزه قرار دارد.